# Granat DM 21
DM 21 – niemiecki granat zaczepny.
DM 21 posiada walcowy korpus wykonany z fibry impregnowanej asfaltem. Posiada korpus (składa się z części dolnej i górnej), zapalnik i ładunek kruszący (wykonany z trotylu w postaci czterech prasowanych kostek). 